# جويس مارشال
جويس مارشال (بالإنجليزية: Joyce Marshall)‏ (1913 - سبتمبر 2005)؛ مترجمة وروائية كندية. درست في جامعة مكغيل.